# Diocesi di Minturno

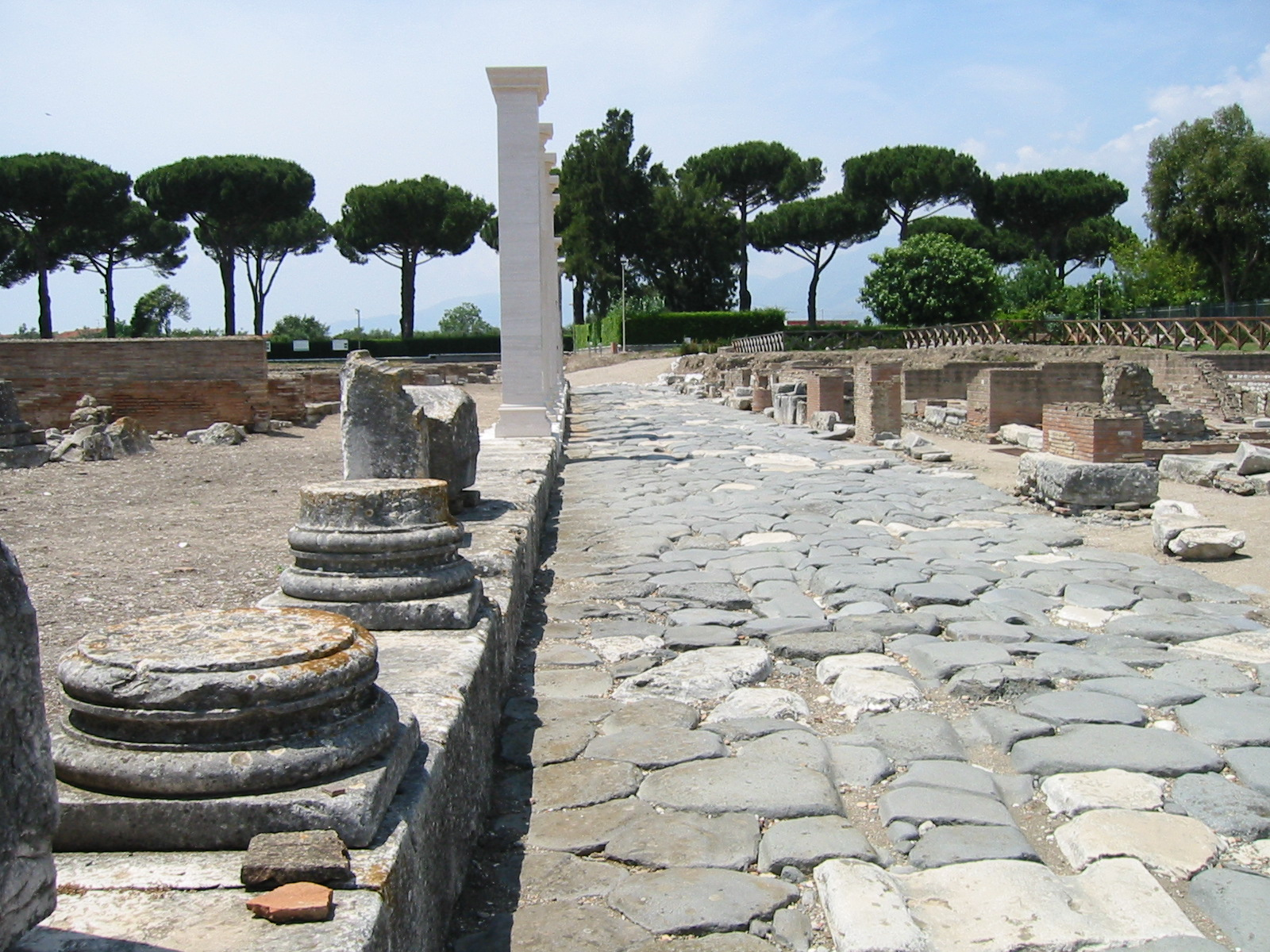
Sito archeologico di Minturno e la via Appia.

La diocesi di Minturno (in latino: Dioecesis Minturnensis) è una sede soppressa e sede titolare della Chiesa cattolica.

## Storia
Minturnae, antico centro ausone e poi municipium romano, fu sede vescovile forse fin dal III secolo. Il primo vescovo conosciuto è Celio Rustico, presente al concilio romano indetto da papa Simmaco nel 499 per regolamentare le elezioni pontificie dopo lo scisma del 498 che aveva portato alla duplice elezione di Simmaco e di Lorenzo. Ad un vescovo Rustico, presumibilmente di Minturno, papa Gelasio I (492-496) affidò l'incarico di visitatore della Chiesa di Forum Popilii, il cui vescovo soffriva di eccessi di follia.
Alla sede di Minturno viene assegnato anche Floro, episcopus Mentur[nensis], noto grazie a un'iscrizione, oggi perduta, di incerta provenienza e databile al IV secolo circa.
Malgrado l'attestazione certa dell'esistenza di una diocesi almeno fin dal V secolo, il sito archeologico finora non ha restituito nessun edificio che possa essere identificato con l'antica cattedrale. Secondo alcuni archeologici, la prima prova tangibile dell'esistenza del cristianesimo a Minturno sarebbe una tabula patronatus, dove si trova scolpita una croce greca affiancata dai simboli dell'alfa e dell'omega, databile, ma non unanimemente, tra la fine del IV e gli inizi del V secolo.
Fonti documentarie attestano l'esistenza di proprietà ecclesiastiche fin dai tempi dell'imperatore Costantino I, la massa Statiliana, e ancora ai tempi di papa Gregorio I, la massa Veneris, entrambe nel territorio di Minturno.
Nel 590 la diocesi fu unita a quella di Formia a causa delle penose condizioni in cui era stata ridotta la città dall'esercito dei Longobardi; la decisione dell'unione fu presa da Gregorio Magno in una lettera scritta nell'ottobre di quell'anno al vescovo formiano Bacauda.
Dopo la distruzione di Minturno, gli abitanti si rifugiarono sul colle vicino, fondando il centro di Traetto, noto anche con il nome di castrum Leopolis quando la città venne fortificata nel corso dell'VIII secolo, all'epoca di papa Leone III. Nell'840 il vescovo di Formia, Leone, sottoscrisse un atto con il doppio titolo di "vescovo di Formia e di Minturno"; poco dopo tuttavia (circa 846) i vescovi di Formia trasferirono la loro sede a Gaeta. In questa occasione fu restaurata l'antica diocesi di Minturno, dove i titoli dei vescovi però si alternano fra Minturnensem o Traiectanus.
Al concilio romano indetto nell'853 da papa Leone IV prese parte il vescovo Talaro Minturnensem; questo vescovo era il padre di papa Adriano II. Otto anni dopo, in un altro concilio romano indetto per giudicare l'arcivescovo Giovanni di Ravenna, partecipò e ne firmò gli atti Sergio (Giorgio?) Trajectanum. Nella seconda metà del X secolo è noto ancora il vescovo Andrea sanctae Trajectanae ecclesiae o episcopus civitatis Traecto, documentato nel 954, nel 992 e nel 999.
Dopo queste indicazioni, non si hanno più notizie di questa sede episcopale, ed il suo territorio venne annesso a quello della diocesi di Gaeta.
Dal 1968 Minturno è annoverata tra le sedi vescovili titolari della Chiesa cattolica; dal 24 maggio 2008 l'arcivescovo, titolo personale, titolare è Piergiuseppe Vacchelli, già segretario aggiunto della Congregazione per l'evangelizzazione dei popoli con incarico di presidente delle Pontificie opere missionarie.

## Cronotassi

### Vescovi
- Floro † (IV secolo ?)
- Celio Rustico † (prima del 496 ? - dopo il 499)
  - Sede unita a  Formia (VII-IX secolo)
- Talaro † (menzionato nell'853)
- Sergio (Giorgio?) † (menzionato nell'861)[12]
- Andrea † (prima del 954 - dopo il 999)

### Vescovi titolari
- Joaquín García Ordóñez † (28 luglio 1969 - 29 settembre 1971 nominato vescovo di Santa Rosa de Osos)
- Pier Giuliano Tiddia (24 dicembre 1974 - 20 novembre 1985 nominato arcivescovo di Oristano)
- Francesco Sgalambro † (22 febbraio 1986 - 18 marzo 2000 nominato vescovo di Cefalù)
- Fabio Bernardo D'Onorio, O.S.B. (13 aprile 2004 - 20 settembre 2007 nominato arcivescovo di Gaeta)
- Piergiuseppe Vacchelli, dal 24 maggio 2008